# Nephrozoa
Nephrozoa é um importante clado de bilaterias, dividido em protostomias e os deuterostomias, contendo quase todos os filos animais e mais de um milhão de espécies existentes. Seu clado irmão é o Xenacoelomorpha. A Ambulacraria (convencionalmente deuterostômios) era anteriormente pensado para ser irmão do Xenacoelomorpha, formando o Xenambulacraria como Deuterostômios basais, ou Bilateria basal invalidando Nephrozoa e Deuterostomes em estudos anteriores. O celoma, o trato digestivo, os órgãos excretores e os cordões nervosos se desenvolveram nos Nefrozoários. Argumenta-se que, como os protonefrídios são encontrados apenas em protostômios, eles não podem ser considerados uma sinapomorfia desse grupo. Isso tornaria Nephrozoa um nome impróprio, deixando Eubilateria como o nome desse clado.
Os cordados (que incluem todos os vertebrados) são deuterostômios. Parece muito provável que Kimberella, de 555 milhões de anos, fosse um protostomo. Se for assim, isso significa que as linhagens protostômio e deuterostômio devem ter se dividido algum tempo antes de Kimberella aparecer - pelo menos há 558 milhões de anos e, portanto, muito antes do início do Cambriano, há 541 milhões de anos.
|              | Chordata                                                       |
| 525 mya      |                                                                |
| Ambulacraria | \| \| Echinodermata \| \| \| \| \| \| Hemichordata \| \| \| \| |
|              | \| \| Echinodermata \| \| \| \| \| \| Hemichordata \| \| \| \| |
|              | Echinodermata                                                  |
|              |                                                                |
|              | Hemichordata                                                   |
|              |                                                                |

|  | Echinodermata |
|  |               |
|  | Hemichordata  |
|  |               |

|  | Ecdysozoa |
|  |           |
|  | Spiralia  |
|  |           |

|              | Chordata                                                       |
| 525 mya      |                                                                |
| Ambulacraria | \| \| Echinodermata \| \| \| \| \| \| Hemichordata \| \| \| \| |
|              | \| \| Echinodermata \| \| \| \| \| \| Hemichordata \| \| \| \| |
|              | Echinodermata                                                  |
|              |                                                                |
|              | Hemichordata                                                   |
|              |                                                                |

|  | Echinodermata |
|  |               |
|  | Hemichordata  |
|  |               |

|  | Ecdysozoa |
|  |           |
|  | Spiralia  |
|  |           |

|              | Chordata                                                       |
| 525 mya      |                                                                |
| Ambulacraria | \| \| Echinodermata \| \| \| \| \| \| Hemichordata \| \| \| \| |
|              | \| \| Echinodermata \| \| \| \| \| \| Hemichordata \| \| \| \| |
|              | Echinodermata                                                  |
|              |                                                                |
|              | Hemichordata                                                   |
|              |                                                                |

|  | Echinodermata |
|  |               |
|  | Hemichordata  |
|  |               |

|  | Ecdysozoa |
|  |           |
|  | Spiralia  |
|  |           |

|              | Chordata                                                       |
| 525 mya      |                                                                |
| Ambulacraria | \| \| Echinodermata \| \| \| \| \| \| Hemichordata \| \| \| \| |
|              | \| \| Echinodermata \| \| \| \| \| \| Hemichordata \| \| \| \| |
|              | Echinodermata                                                  |
|              |                                                                |
|              | Hemichordata                                                   |
|              |                                                                |

|  | Echinodermata |
|  |               |
|  | Hemichordata  |
|  |               |

|  | Ecdysozoa |
|  |           |
|  | Spiralia  |
|  |           |